# Wisu
Wisu  (ou Isu) é a região do Alto Kama, no atual Krai de Perm, na Rússia, mencionada nas obras de viajantes medievais árabes como Amade ibne Fadalane e Al-Gharnati. A área, segundo estes relatos, pagaria tributos à Bulgária do Volga. Nas crônicas russas a mesma região é conhecida como Grande Pérmia.
Segundo alguns estudiosos, o povo chamado de Visu pelos árabes seria o mesmo chamado de Ves' pelos russos, isto é, os vépsios. Isto lhes colocaria na região em torno do lago Ladoga e do alto rio Sukhona, a oeste das terras pérmias.